# Железнодорожный транспорт в Туркменистане

Штаб-квартира АООТ «Демирёллары» в здании бывшего Министерства железнодорожного транспорта Туркменистана

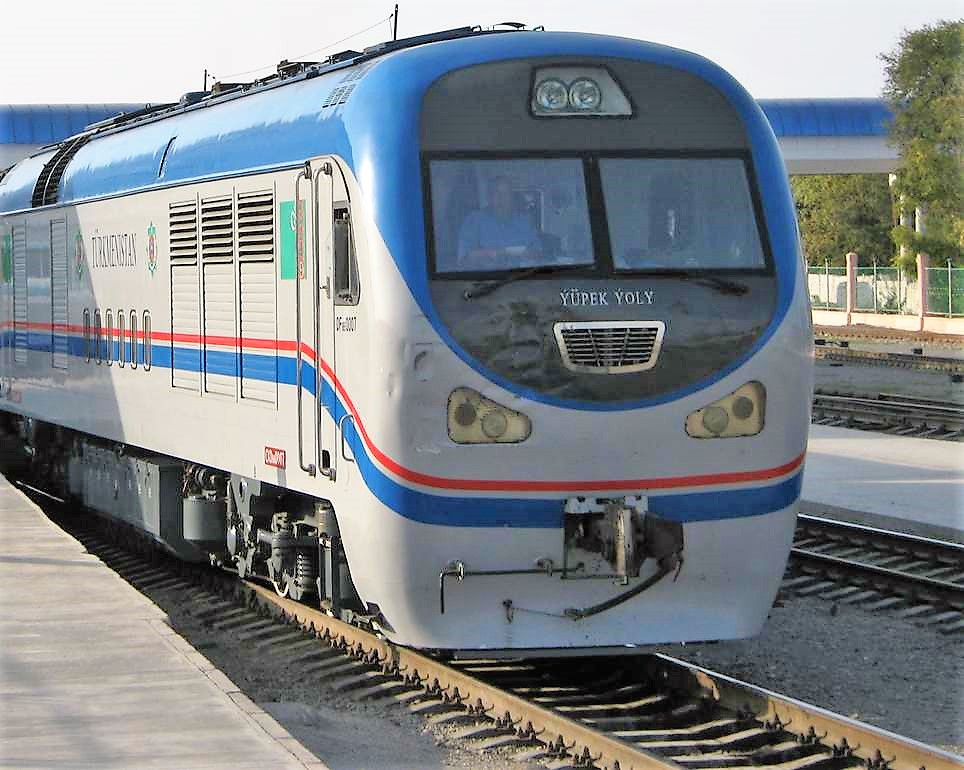
Тепловоз CKD9A китайского производства

Железнодорожный транспорт в Туркменистане используется с 1880 года. Первоначально это была часть Закаспийской железной дороги, затем — Среднеазиатской железной дороги, после распада Советского Союза сеть железных дорог в Туркменистане принадлежит государству и управляется АООТ «Demirýollary».
Общая протяжённость железных дорог — 3550,9 км (2012 г.). Электрифицированных дорог нет. Линия Туркменабад (Чарджоу) — Ашхабад — Туркменбашы (город) (Красноводск) — частично двухпутная.
Локомотивные депо — в Ашхабаде, Казанджике, Туркменбаши, Мары, Туркменабаде, Амударьинской, Ташаузе
Пассажирское сообщение железных дорог Туркменистана ограничено государственными границами страны.
Локомотивный парк состоит из тепловозов серий 2ТЭ10Л, 2ТЭ10У, 2М62У, 2ТЭ25КМ, ТЭП70БС также есть несколько тепловозов китайского производства CKD9A и казахского производства ТЭ33А. Маневровую работу выполняют тепловозы ТЭМ2, ТЭМ2У, ЧМЭ3.

## История

### Дореволюционный период
Строительство железной дороги, названной Закаспийской, имело для царского правительства Российской империи стратегическое значение. Одновременно, способствуя проникновению частного капитала царской России на отделённую окраину, дорога сыграла важную экономическую роль при освоении всего Туркестанского края.
В сентябре 1880 года был построен первый участок железной дороги от восточного побережья Каспийского моря (из Михайловского залива) до местечка Молла-Кара.
В октябре 1881 года железная дорога была достроена до селения Кизыл-Арват.
В 1885-1886 гг. было продолжено строительство второго участка железной дороги до крупных населённых пунктов Туркменистана — Геок-Тепе, Ашхабада, Теджена, Мары, Чарджоу, который заканчивался у Амударьи.
В конце 1887 года через Амударью был сооружён деревянный мост протяжённостью более 2 км, который позволил приступить к строительству третьего участка дороги. В 1901 году деревянный мост был разрушен паводковыми водами. На его месте тогда же был построен новый металлический мост на каменных опорах.
В 1888 году железная дорога продолжена до Самарканда и в 1898 году доведена до Ташкента.
В 1894-1895 годах построен красноводский участок дороги.
Таким образом, Закаспийская железная дорога, сыгравшая важную роль в развитии экономики Средней Азии, в том числе дореволюционного Туркменистана, начинается с гавани Каспийского моря — Красноводской бухты. Путь от Красноводска до Ташкента получил название Среднеазиатской железной дороги.

### Советский период
В 1922 году по заданию В. И. Ленина начались работы по конструированию советских тепловозов для эксплуатации на безводных участках Средней Азии. В 1931 году железнодорожная магистраль Красноводск-Чарджоу была переведена на тепловозную тягу.
В 1941 году была открыта детская железная дорога в Ашхабаде, закрылась в 1942 году и снова открылась в 1987.
В 1955 году всё железнодорожное движение в Туркменской ССР было полностью переведено на тепловозную тягу.
Очень важную роль сыграл железнодорожный транспорт в годы Великой Отечественной войны. Во времена боёв под Сталинградом и на Кавказе (с августа 1942 года по февраль 1943 года) Красноводский порт и Ашхабадская железнодорожная станция стали единственными транспортными артериями, связавшими Баку, Закавказье и Чёрное море со всей страной. Они обеспечивали переброску армии, огромного потока военной техники и снаряжения на Северо-Кавказский и Закавказский фронты. За самоотверженную работу железной дороге Туркменской ССР неоднократно присуждали переходящее Красное знамя Наркомата путей сообщения СССР.
В послевоенное время продолжилось улучшение технического оснащения железнодорожной сети Туркменистана, её провозной и пропускной способности. Почти на всех станциях и разъездах были оборудованы благоустроенные пассажирские здания, платформы и навесы. Были также введены в эксплуатацию вагоны с кондиционированием воздуха, создававшие пассажирам благоприятные микроклиматические условия. Туркменские железные дороги стали одними из первых в СССР, на которых была внедрена магистральная тепловозная тяга. В начале 1980-х годов линия Мары — Серхетабад (Кушка) была доведена до афганского посёлка Торгунди.

### Постсоветский период

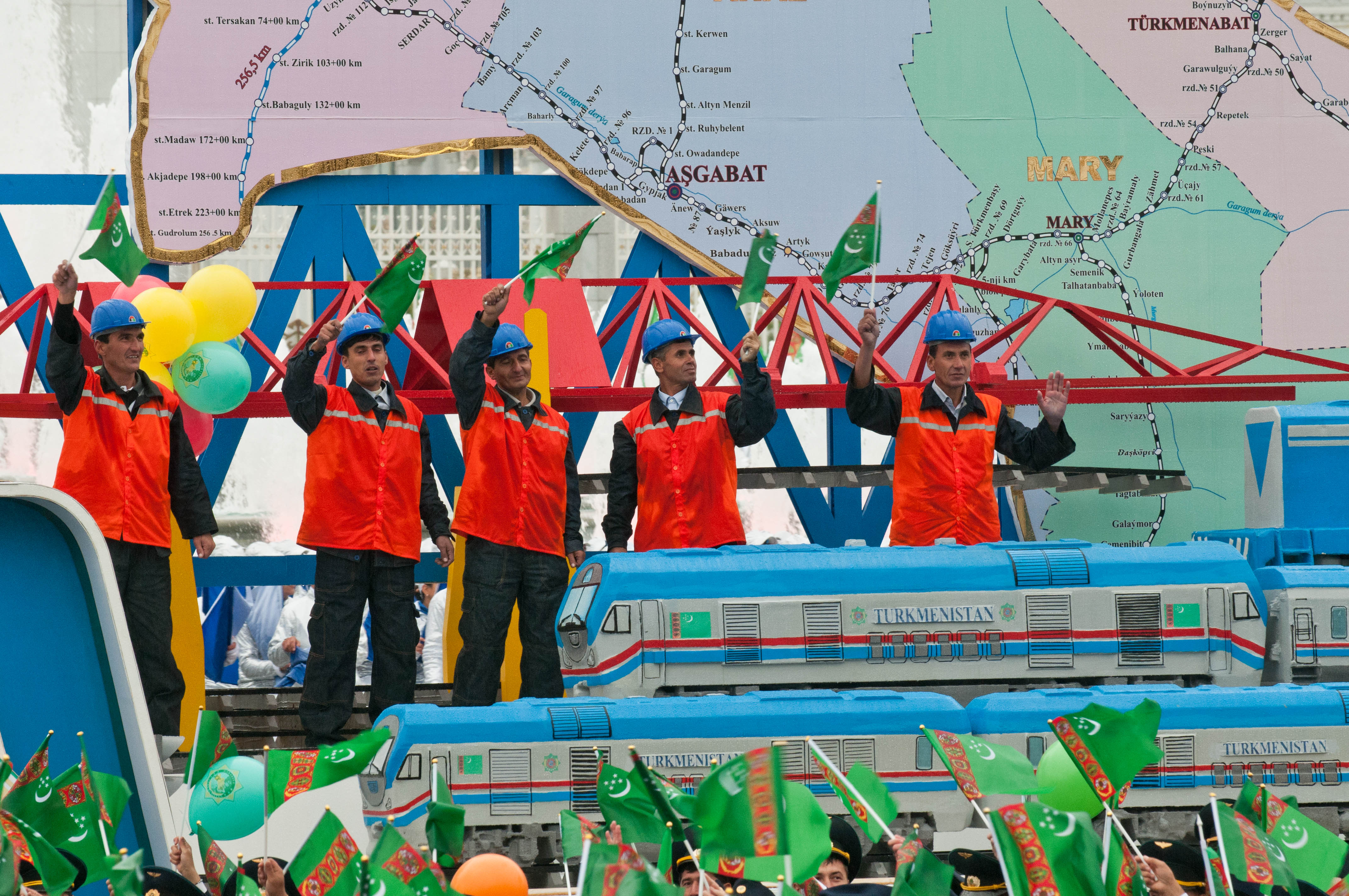
Работники железной дороги Туркменистана

После распада СССР вновь активизировалось строительство новых линий, что было вызвано тем, что прежние маршруты оказались разорваны участками, перешедшими в состав Узбекских железных дорог. В период независимого Туркменистана были построены новые магистральные линий: Тахиаташ — Куня-Ургенч — Сапармурат Туркменбаши, Туркменабад — Атамурат — Керки, Теджен — Серасх, Ашхабад — Ташауз, позволивших соединить разрозненные участки железнодорожной сети в единое целое.
12 мая 2013 года был открыт участок железной дороги из Казахстана в Туркменистан. Международный переход проходит между станциями Болашак (Казахстан) и Серхетяка (Туркменистан).
В июне 2013 года начато строительство туркменского участка железной дороги Туркменистан-Афганистан-Таджикистан, сдать объекты с полной готовностью к эксплуатации планировалось в июне 2015 года. В итоге туркменский участок был доведён до станции Имамназар с сооружением подъездных путей в афганский город Акина, а дальнейшее строительство линии было прервано в связи с отсутствием гарантий безопасности.
В октябре 2013 года открыто новое здание Министерства железнодорожного транспорта Туркменистана на проспекте Арчабил.
3 декабря 2014 года состоялась церемония открытия железнодорожной магистрали Казахстан — Туркменистан — Иран международного транспортного коридора Север — Юг, которая выходит на Иран по пограничному переходу Этрек — Горган. Восточный маршрут представляет собой прямое железнодорожное сообщение. Старый маршрут проходит через Каракалпакию (Казахстан, Узбекистан, Туркменистан) с выходом на железнодорожную сеть Ирана по пограничному переходу Теджен — Серахс. Перестановка тележек осуществляется на станции Серахс.

## Маршрутная сеть
По состоянию на январь 2025 года действуют следующие маршруты поездов:
- 3/4 Ашхабад — Туркменабат
- 13/14 Ашхабад — Дашогуз
- 15/16 Ашхабад — Амударья
- 93/94 Ашхабад — Дашогуз
- 95/96 Ашхабад — Амударья
- 601/602 Ашхабад — Серхетабад
- 605/606 Ашхабад — Туркменбаши
- 609/610 Туркменабат — Газоджак